# لابرادوريت

اللابرادوريت هو أكثر البلاجيو كلازات الفلسبارات التي يتم تقطيعها كماسات (جواهر) ويمكن أن يكون لونه برتقالياً أو أصفر أو عديم اللون أو أحمر، ولكن نوعه الذي يختلق بالبريق المتلألئ هو الأكثر شيوعاً في استخدامه كمجوهرات.

## تواجده
يوجد في الصخور المتحولة والنارية في الابرادور (كندا) وفنلندا والنرويج وجمهوريات الاتحاد السوفيتي السابقة.

## صفاته
الجاذبية النوعية :2.70 .

معـامل الانكسار :1.56-1.57.

الانكسار المزدوج :0.010 .

اللمعان :زجاجي .

درجة الصلابة :6 .

المكونات :سيليكات الألومنيوم والصوديوم والكالسيوم .

التركيب البلوري :الميول الثلاثي .
التركيب البللوري : الميول الثلاثي .
المكونات : سيليكات الالومنيوم والصوديوم والكالسيوم
درجة الصلابة : 6
الجاذبية النوعية :2.70
معامل الانكسار : 1.56 - 1.57
الانكسار المزدوج : 0.010
اللمعان : زجاجي
الابرادوريت
هو أكثر البلاجيو كلازات الفلسبارات التي يتم تقطيعها كماسات (جواهر )
ويمكن أن يكون لونه برتقاليًا أو أصفر أو عديم اللون أو أحمر :
ولكن نوعه لاذي يختلج بالبريق المتلألئ هو الأكثر شيوعًا في استخدامه
كمجوهرات .
تواجده :
يوجد في الصخور المتحولة والصخور النارية في لابرادور (كندا )
وفنلندا والنرويج وجمهوريات الإتحاد السوفيتي السابق .
المصدر : كتاب الأحجار الكريمة .
الاسم : ماجد رضا علي آل هليل .
برنامج موهبة الصيفي .

## معرض الصور

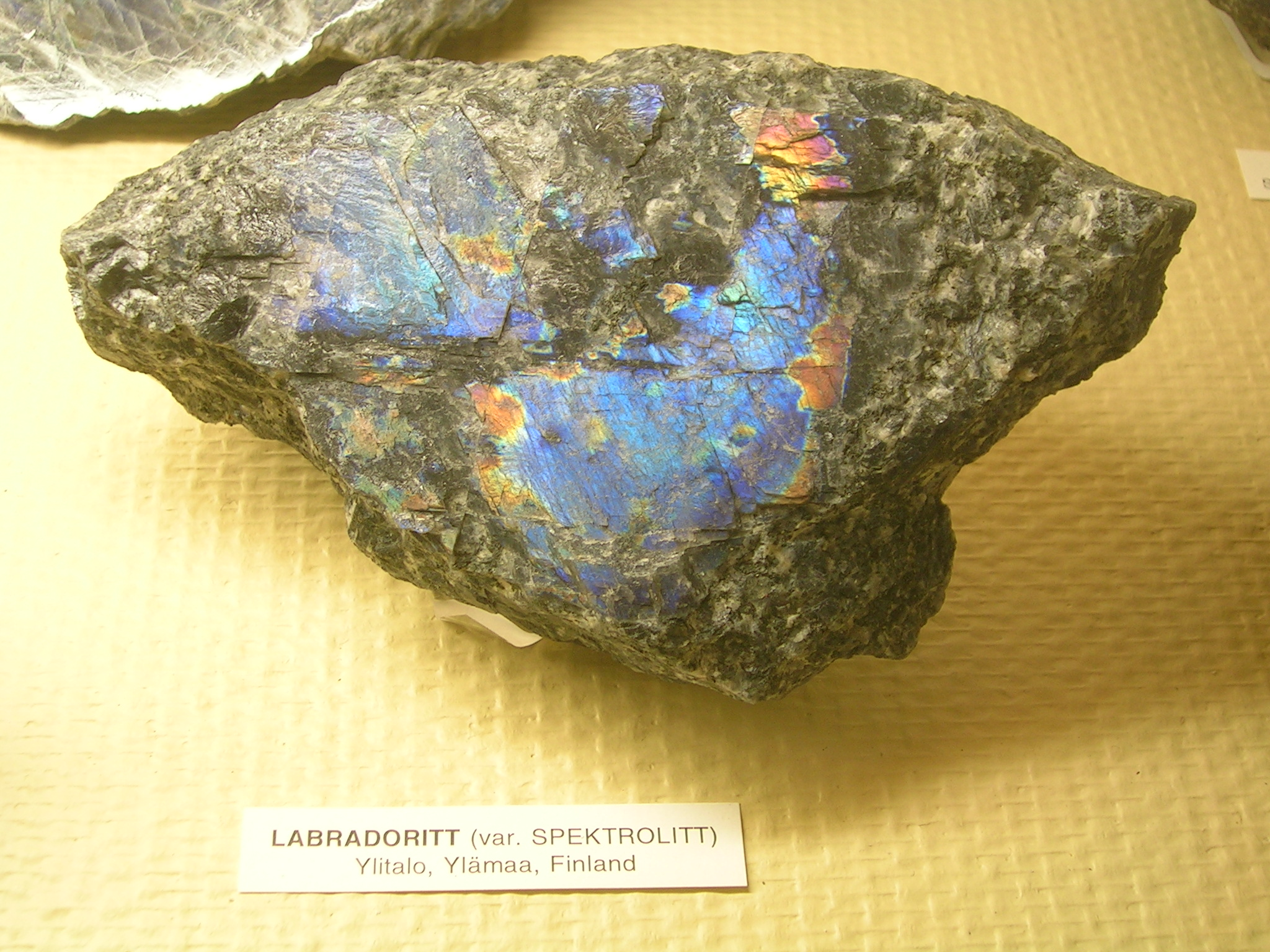
Labradorite, Ylämaa، فنلندا
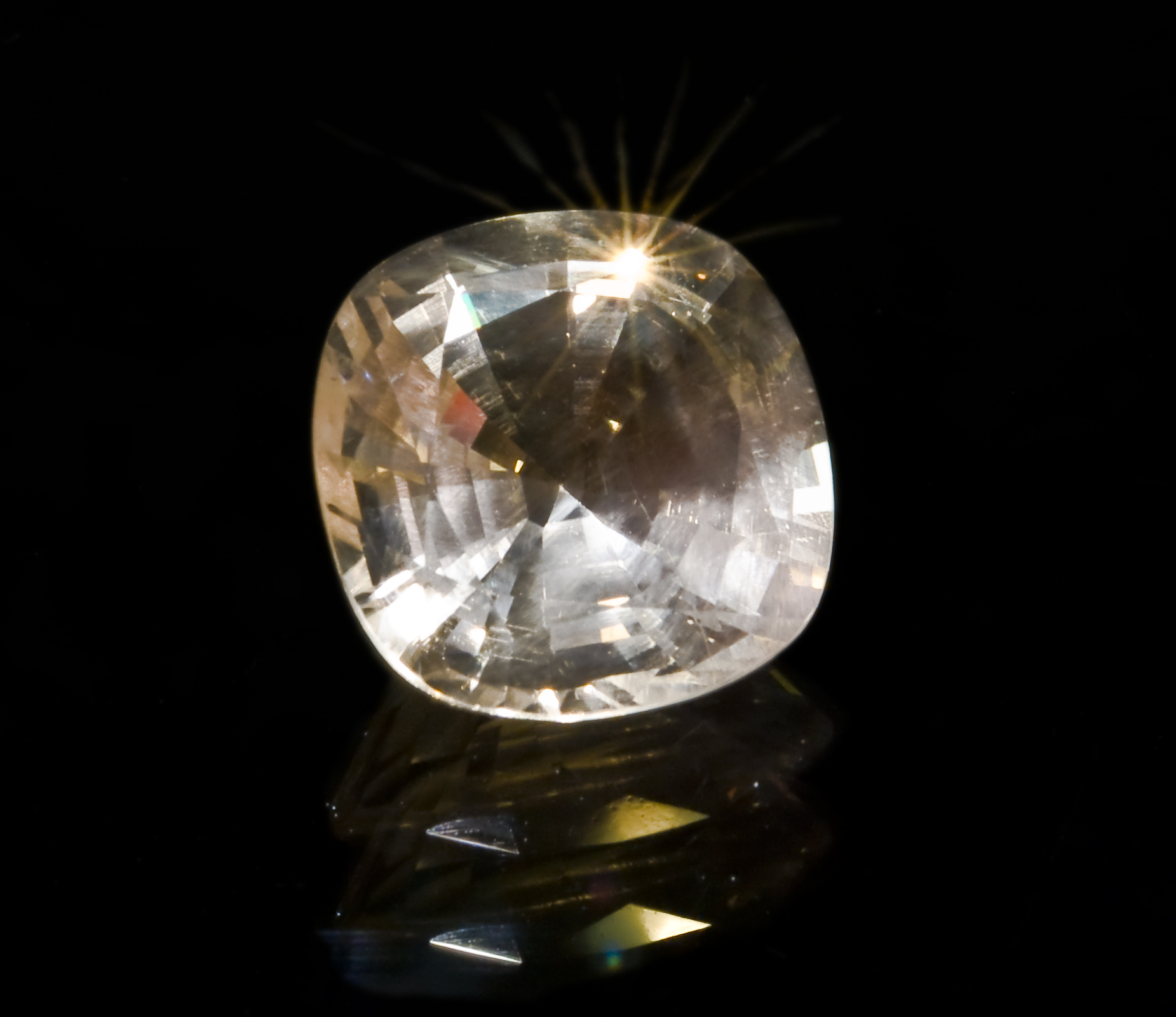
Cut labradorite - 19Cts12 - United States
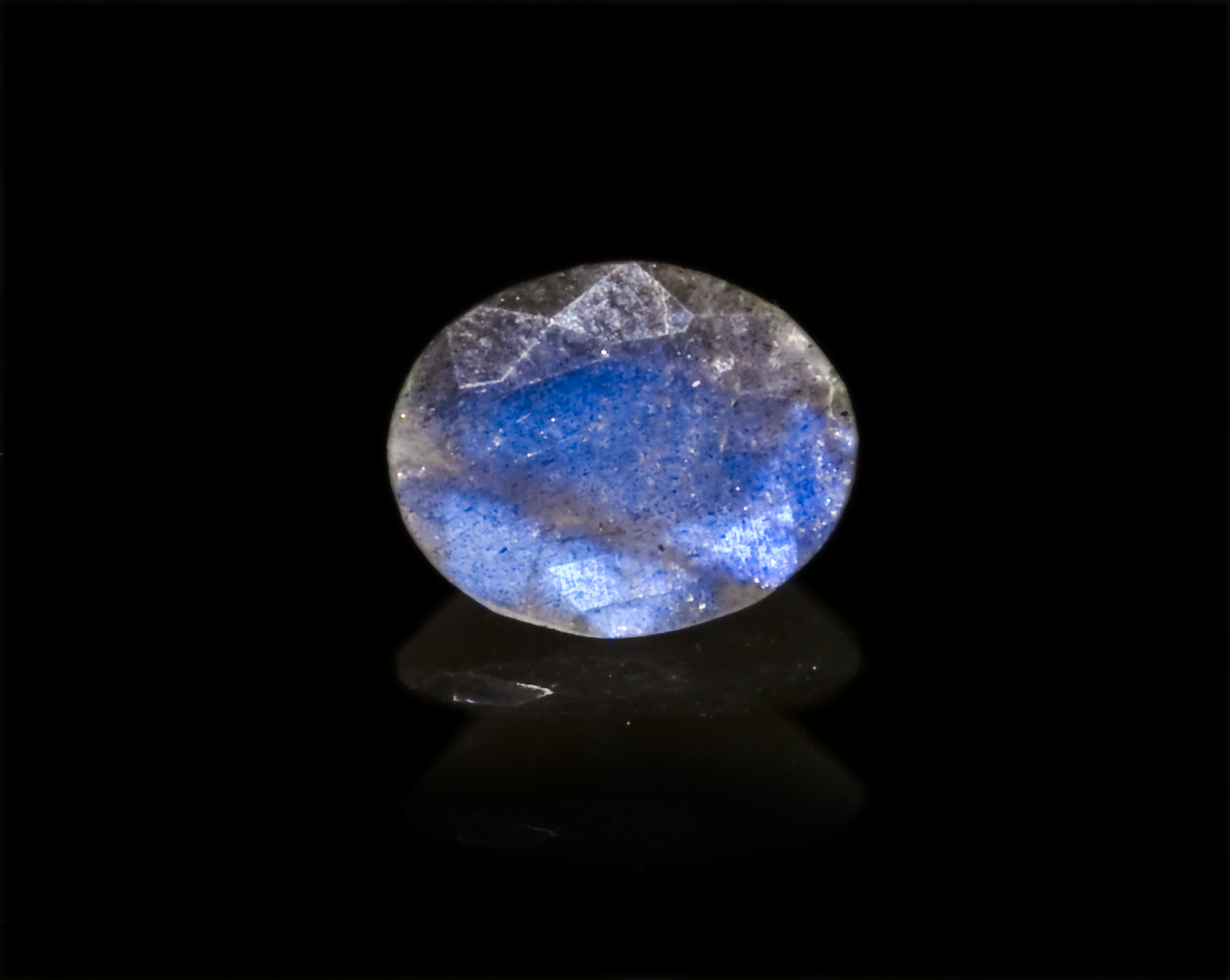
Cut labradorite - البرازيل - 14x10mm
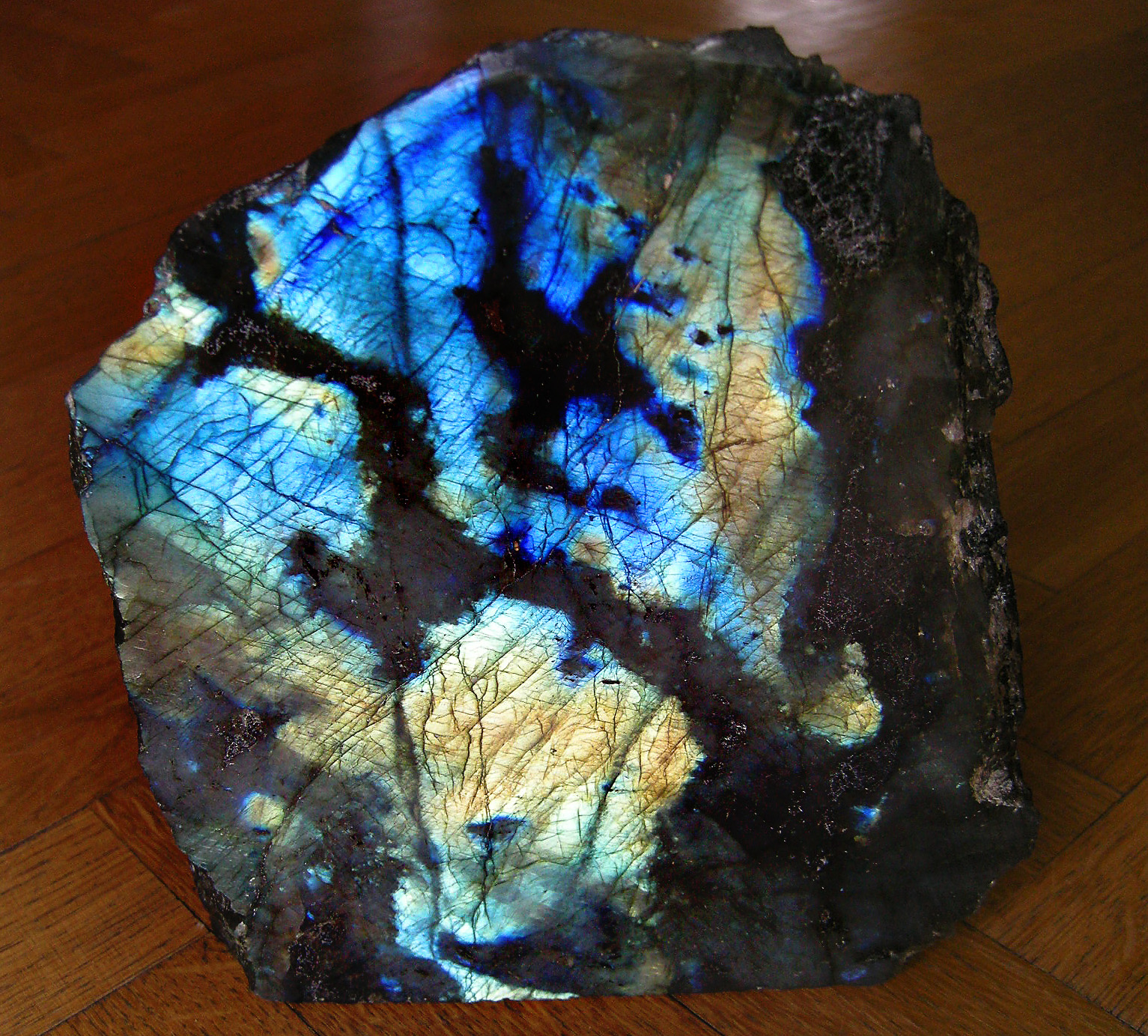
Polished labradorite 18x20cm - مدغشقر
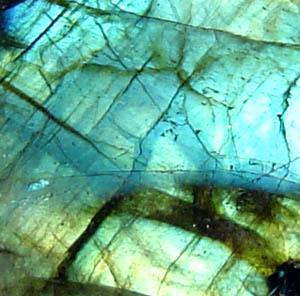
Detail of Labradorite